# Freddy Machado
Freddy Machado (Pueblo Rico, Risaralda, Colombia; 29 de abril de 1988) es un futbolista colombiano. Juega como volante ofensivo o lateral derecho.

## Clubes
- Equipos donde actuado como jugador profesional:

| Club              | País     | Año         |
| ----------------- | -------- | ----------- |
| Atlético Nacional | Colombia | 2009        |
| Real Cartagena    | Colombia | 2010        |
| Deportivo Pereira | Colombia | 2011 - 2013 |
| Alianza Petrolera | Colombia | 2013        |
| Deportes Tolima   | Colombia | 2014        |
| Deportivo Pereira | Colombia | 2015        |
| Deportivo Pasto   | Colombia | 2016        |

## Estadísticas
- Estadísticas del jugador como profesional:

| Club              | Temporada | Liga        | Liga  | Copa        | Copa  | Internacional | Internacional | Total       | Total | Total |
| Club              | Temporada | Apariciones | Goles | Apariciones | Goles | Apariciones   | Goles         | Apariciones | Goles |       |
| ----------------- | --------- | ----------- | ----- | ----------- | ----- | ------------- | ------------- | ----------- | ----- | ----- |
| Atlético Nacional | 2009      | 0           | -     | 0           | -     | -             | -             | 0           | -     |       |
| Real Cartagena    | 2010      | 5           | 0     | -           | -     | -             | -             | 5           | 0     |       |
| Deportivo Pereira | 2011      | 15          | -     | -           | -     | -             | -             | 15          | 0     |       |
| Deportivo Pereira | 2012      | 18          | 3     | 3           | 1     | -             | -             | 21          | 4     |       |
| Deportivo Pereira | 2013      | 13          | 4     | 3           | 2     | -             | -             | 16          | 6     |       |
| Alianza Petrolera | 2013      | 11          | 3     | 3           | 1     | -             | -             | 14          | 4     |       |
| Deportes Tolima   | 2014      | 6           | 0     | -           | -     | -             | -             | 6           | 0     |       |
| Deportivo Pereira | 2015      | 21          | 1     | 1           | 0     | -             | -             | 22          | 1     |       |
| Deportivo Pasto   | 2016      | 4           | 0     | -           | -     | -             | -             | 4           | 0     |       |
| Estadísticas      | Total     | 93          | 11    | 10          | 4     | -             | -             | 102         | 15    |       |